# Харос-и-Гусман, Гаспар де
Гаспар де Харос-и-Гусман или Гаспар Мендес де Аро, 7-й маркиз дель Карпио, 4-й граф-герцог Оливарес (исп. Gaspar de Haro y Guzmán o Gaspar Méndez de Haro; 1 июня 1629 — 16 ноября 1687, Неаполь) — испанский дворянин, дипломат и политик.

## Биография

### Ранние годы

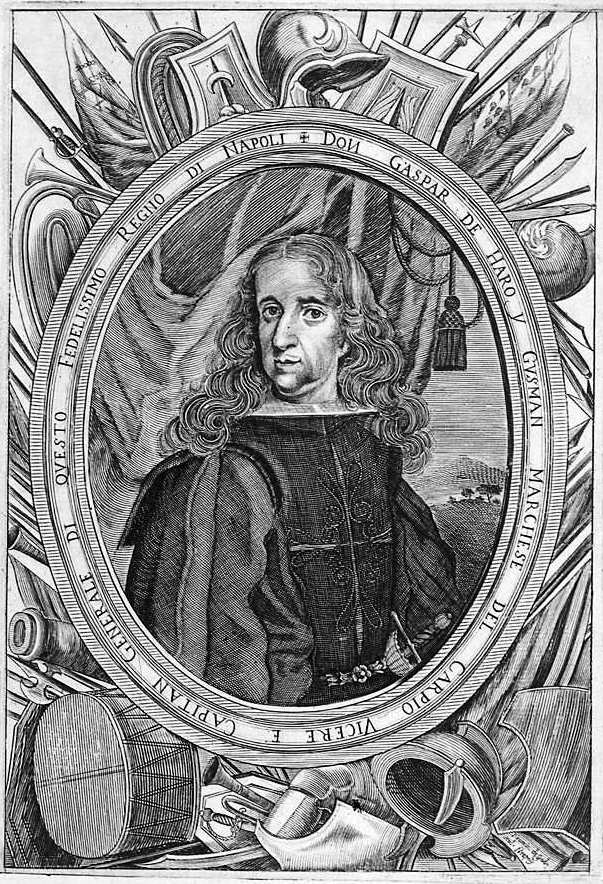
Гаспар Мендес де Харос, 7-й маркиз дель-Карпио

Родился 1 июня 1629 года. Старший сын Луиса де Харос-и-Гусман (1603—1661), «первого и главного министра» короля Фелипе IV, и Каталины Фернандес де Кордова (1610—1647), он начал свою политическую карьеру в качестве егеря и старшего алькайда Буэн-Ретиро, Ла-Сарсуэла и Вальсаин. В 1662 году его обвинили в покушении на жизнь короля. Приговоренный к десяти годам изгнания, он предпочел идти войной против Португалии, но попал в плен в битве при Амейшиале (8 июня 1663 г.) и следующие пять лет содержался в плену в Лиссабоне. В 1668 году, все еще находясь в португальской тюрьме, он был назначен полномочным представителем королевы Марианны Австрийской для подписания мира с Португалией и вернулся позже в Мадрид. Он был реабилитирован и назначен послом в Рим в конце 1671 года, но к месту назначения он отправился только в 1677 году, откладывая свой отъезд под всевозможными предлогами в надежде получить должность валидо. 

### Посольство в Риме
Маркиз дель Карпио прибыл в Рим 13 марта 1677 года. Чтобы удовлетворить желание папы увидеть его как можно скорее и по совету испанских кардиналов, он торжественно въехал через несколько дней, собираясь приложиться к стопе Его Святейшества. Это был суровый Бенедетто Одескальки, взошедший на папский престол 21 сентября 1676 года под именем Иннокентий XI. Вскоре возникли разногласия с понтификом по юрисдикционным вопросам относительно границ «испанского квартала» Рима, то есть набора улиц, окружавших Палаццо ди Спанья, резиденцию испанского посольства при Святом Престоле и в отношении которого посол мог пользоваться своим иммунитетом в дополнение к получению экономических выгод, таких как беспошлинные товары.
Вскоре после того, как он возглавил посольство, маркизу де Карпио удалось расширить испанский район до улиц Кроче, Бельсиана, Гамберо, площади Сан-Сильвестро, Поццето, Буфало, Сан-Андреа-делле-Фратте, Капо-де-Казе, Грегориана, Тринита-деи-Монти и пандуса Сан-Себастьянелло. В 1678 году посол мог похвастаться контролем над территорией, включавшей, помимо дворца, 850 домов и 206 лавок, как описано в « Памяти» вдоль и поперек, какие казармы Испании, в котором указаны улицы, площади, церкви, монастыри, школы, дома и магазины, включая в свою демаркацию монастырь Тринидад-дель-Монте ордена Сан-Франциско де Паула.
Ко всему этому мы должны добавить еще два факта, которые обостряли его отношения с папой. Во-первых, в начале своего посольства маркиз построил роскошные кареты и заказал своим слугам богатые костюмы на сумму 60 000 эскудо, утверждая, что Апостольская палата уплатит ему 12 %, то есть 7 200 эскудо, непомерная цифра по сравнению с теми, что выплачивались их предшественникам.
Во-вторых, положение еще больше ухудшилось в конце августа того же 1677 года из-за насильственного набора солдат для отправки их на помощь Мессине (Сицилия), которая при поддержке французов восстала против испанского владычества.
Гораздо более сердечными были отношения маркиза с французским послом Сезаром д’Эстре, который, по идее, должен был быть его главным противником, поскольку следует помнить, что Нимвегенский мир, ознаменовавший мир между двумя королевствами после лет войны, не было подписан до 5 февраля 1679 года, то есть через два года после прибытия маркиза Карпио в Рим.
Что касается мадридского двора, Карлос II поддержал защиту соседства от Иннокентия XI только для того, чтобы сохранить принцип равенства между коронами, « потому что было бы чудовищно видеть других послов в Риме с четвертями, а Его Величества без него», но в других случаях испанский двор просил его представителя проявить умеренность, поскольку считалось вредным для интересов Испании раздражать папу претензиями, считающимися второстепенными, поскольку они также подразумевали признание аналогичных привилегий за нунцием в Мадриде . Между концом 1681 и началом 1682 года папа оказывал давление на короля Карла II, даже прибегая к угрозе отлучения от церкви, чтобы заставить его посла уйти в отставку.
Чтобы не допустить ухудшения ситуации, в сентябре 1682 года король Испании назначил маркиза дель Карпио наместником Неаполитанского королевства. Он покинул Рим 2 января 1683 года, оставив посольство в руках своего агента Бернальдо де Кироса. После отъезда посла (6 января 1683 г.) папские приспешники заняли Испанский квартал.

### Вице-король Неаполя
Маркиз дель Карпио прибыл в Неаполь в начале 1683 года. В управлении Неаполитанским королевством он использовал те же инструменты, которые он применил в Риме для управления и контроля над «испанским кварталом», то есть крайнюю строгость и твердость, и даже высокомерие, и в то же время большая щедрость и щедрость в зрелищах и культуре.
В этом городе он умер в 1687 году, закончив свои дни как один из самых важных и почитаемых вице-королей Неаполя.

## Коллекция произведений искусства
Дона Гаспара помнят, прежде всего, как великого мецената и утонченного культурного человека.
Маркиз был сыном Луиса де Харос-и-Гусман, тоже коллекционера, и от него он унаследовал большой репертуар картин, который постепенно пополнялся высококачественными работами. Из всех них выделяется обладание уже в 1651 году Венера с зеркалом Веласкесом (Национальная галерея, Лондон).
Вскоре после прибытия в Рим маркиз дель Карпио начал проявлять интерес к увеличению своей коллекции картин, лично посещая антикварные магазины и мастерские художников. За шесть лет, пока просуществовало его посольство в Риме, он собрал 1462 картины, 30 альбомов рисунков мастеров XVI века и современников, а также большую группу скульптур. С другой стороны, он вступил в контакт с художниками, с которыми он поддерживал очень тесный контакт, когда поселился в Неаполе, такими как Лука Джордано и архитектор Филип Шор.
В Риме деятельность маркиза дель Карпио не ограничивалась увеличением его личной коллекции или коллекции его монарха, но имела и общественный резонанс. Известно, что он организовал Платоническую академию при посольстве и способствовал превращению Палаццо ди Спанья в место встречи художников и интеллектуалов. В 1680 году маркиз дель Карпио попросил короля Карлоса II создать Художественную академию «испанского народа» в Риме, инициатива, которая не увенчалась успехом из-за отсутствия поддержки со стороны Мадрида.
Его римская эпоха отмечена не только ранее рассмотренными интеллектуальными отношениями, но и такими событиями, как покупка коллекции кардинала Камилло Массими, основополагающей, прежде всего, для приобретения скульптур и антиквариата, а также добавление роскошной мебели к его наследие, буфеты из драгоценных камней, медали, бюсты, садовые украшения и монументальные фонтаны. Прежде всего выделяется то, что в то время считалось одним из самых важных заказов Рима в стиле барокко, от не кого иного, как уже пожилого Джан Лоренцо Бернини: версия знаменитого фонтана на площади Навона, которую придумал неаполитанский художник. и осуществленный во времена папы Иннокентия X.
Опись его имущества в Риме в 1682—1683 годах, перед его отъездом в Неаполь, даёт представление о доне Гаспаре как о собирателе картин, антиквариата, медалей, драгоценностей и книг. Образ, который нельзя свести даже к его увлечению живописью прошлого, хотя в его коллекциях были, среди прочего, работы, приписываемые Леонардо да Винчи, Джованни Беллини, Джорджоне, Тициану, Тинторетто, Веронезе, Бассано, Пальме Младшему, Рафаэлю, Пармиджанино, Федерико Бароччи и Караваджо, но и за произведения своего века от Аннибале Карраччи, Веласкеса, Рубенса и Ван Дейка до Пауля Брилля, Йооса де Момпера, Пуссена, Пьера Франческо Мола, Чиро Ферри и Доменикино.

## Браки
Первым браком он женился на Антонии де ла Серда Энрикес де Рибера-и-Портокарреро (1635 — 16 января 1670), дочери Антонио де ла Серда, 7-го герцога Мединасели (1607—1671). Первый брак был бездетным. 
После её смерти он женился вторым браком 11 июня 1671 года на Терезе Энрикес де Кабрера (+ 6 апреля 1716), дочери Хуана Гаспара Энрикеса де Кабреры, 6-го герцога Медина-де-Риосеко, 10-го адмирала Кастилии, 10-го графа Мельгар, 10-го графа Руэда, графа Модика и гранда Испании (1625—1691). У супругов была одна дочь:
- Каталина Мендес де Харос-и-Гусман (13 марта 1672 — 2 ноября 1733), 8-я маркиза дель Карпио, 5-я герцогиня Оливарес, которая позже вышла замуж за Франсиско Альвареса де Толедо, 10-го герцога Альба (1662—1739), взяв большую часть его коллекции произведений искусства в коллекцию герцогов Альба.

Гаспар де Харос похоронен в пантеоне графов-герцогов Сан-Лукар и Оливарес в Лоэчесе недалеко от Мадрида.
Вторая жена Гаспара Тереза Энрикес де Кабрера-и-Альварес де Толедо, вдова с 1687 года, снова вышла замуж 20 июня 1688 года за Хоакина Понсе де Леона Ленкастре (1666—1729), 7-го герцога Аркоса с 1693 года, но их брак был бездетным.